# Luftschiffhalle Düren

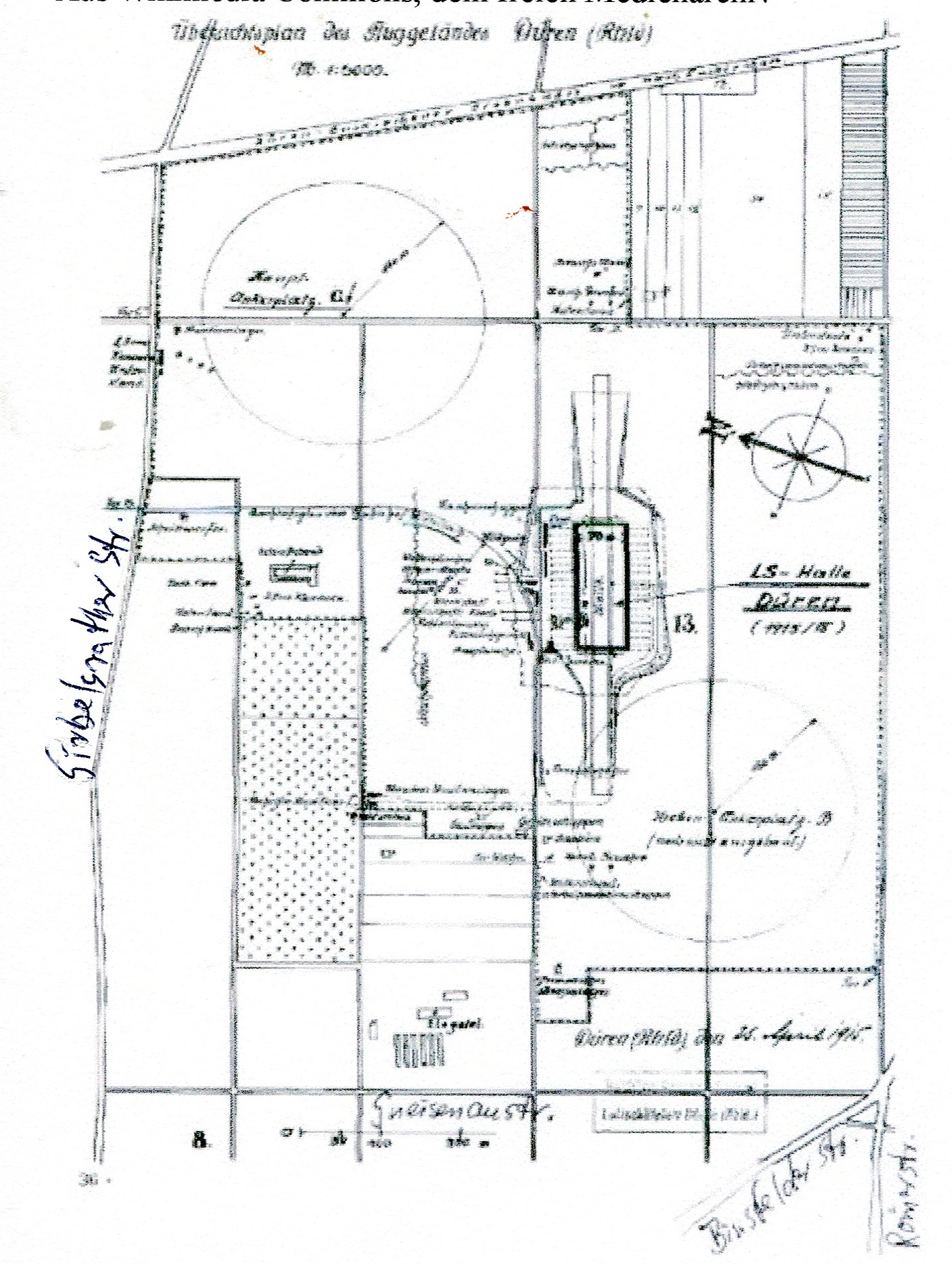
Die Lage des Luftschiffhafens nach heutigen Gegebenheiten

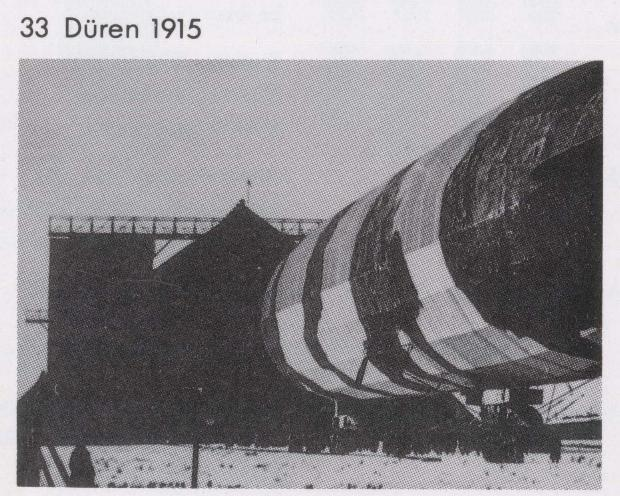
LZ 77 vor der Halle

Die Luftschiffhalle Düren gehörte zum Luftschiff-Einsatz-Hafen Düren-Distelrath im heutigen Nordrhein-Westfalen.

## Geschichte
Während des Ersten Weltkriegs hörte und sah man öfter die „Luftkreuzer Seiner Majestät des Kaisers“ am Himmel über der Eifel bei Übungs- und Frontfahrten. Im Krieg gab es zahlreiche Luftschiffstationen (siehe Luftschiffhalle). Von hier aus startete man zu Einsätzen nach Frankreich und Großbritannien.

## Lage
Der Luftschiff-Einsatz-Hafen (LS-E-Hafen) Düren wurde am 14. Dezember 1914 fertiggestellt.
Der Dürener Bauingenieur Gerhard Schaaf hatte den Bauplan ausgearbeitet, nach dem der Komplex etwa 600 m von der Bahnlinie Düren – Euskirchen und 400 m von der damaligen Ziegelei (heute Standort der Wohnsiedlung „Satellitenstadt“ bzw. „Satellitenviertel“) entfernt errichtet wurde. Ausgeführt wurde die Halle von dem Berliner Unternehmen Deutsche Luftschiffhallenbau-Gesellschaft – System Ermus.
Die Luftschiffhalle war 28 m × 180 m groß und etwa 30 m hoch. In der Halle fand ein Zeppelin Platz. Für den LZ 107 (LZ = Luftschiff Zeppelin), den letzten Heeres-Zeppelin, war Düren Stammplatz. Der Luftkreuzer war 179 m lang und fasste 35.980 m³ Wasserstoffgas. In vier Gondeln war je ein Maybach-Motor mit 240 PS untergebracht. Zeitweise war hier auch LZ 33 untergebracht.
Zu dem Luftschiffhafen gehörten nicht nur die Halle, sondern auch viele Nebengebäude, wie beispielsweise die Baracken für die Mannschaften, Bomben-, Munitions-, Öl- und Benzinlager. Auch zwei Ankerplätze mit je 180 m Radius waren eingerichtet. Für den Transport zwischen Halle und Lagern war eigens eine Schmalspurbahn gebaut worden. Zum nahegelegenen Bahnhof Distelrath wurde ein Gleisanschluss verlegt.

## Verbleib
Im Januar/Februar 1918 wurde die Halle demontiert und in stark veränderter Form auf der Nordseeinsel Norderney als Flugzeughangar für Gotha-Bomber wieder aufgebaut.
Im Jahre 1984 wurden die meisten Überreste der Hallenfundamente aus dem Boden geholt. Die Archäologen des Landschaftsverbands Rheinland führten im September 2014 Ausgrabungen durch, anschließend erfolgte eine Präsentation der Ergebnisse.

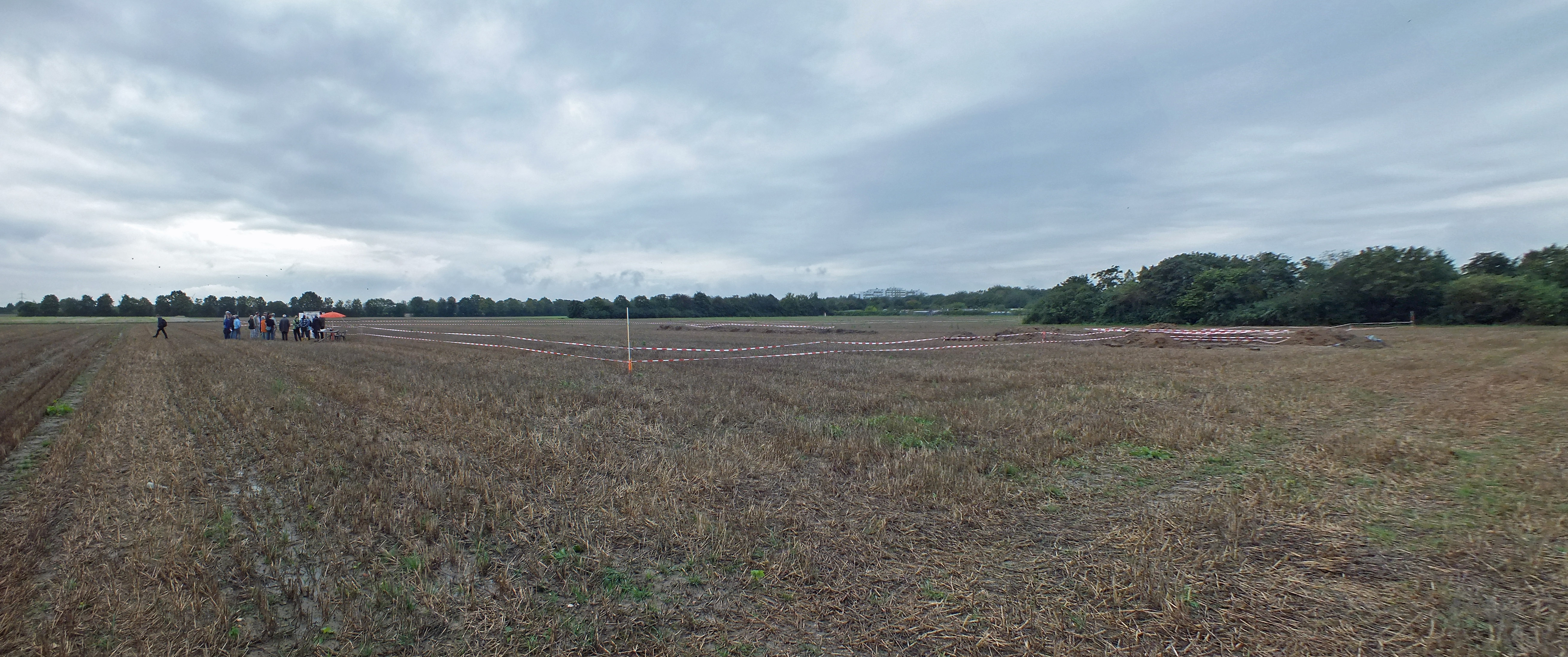
Mit Trassierband markierte Lage der Halle
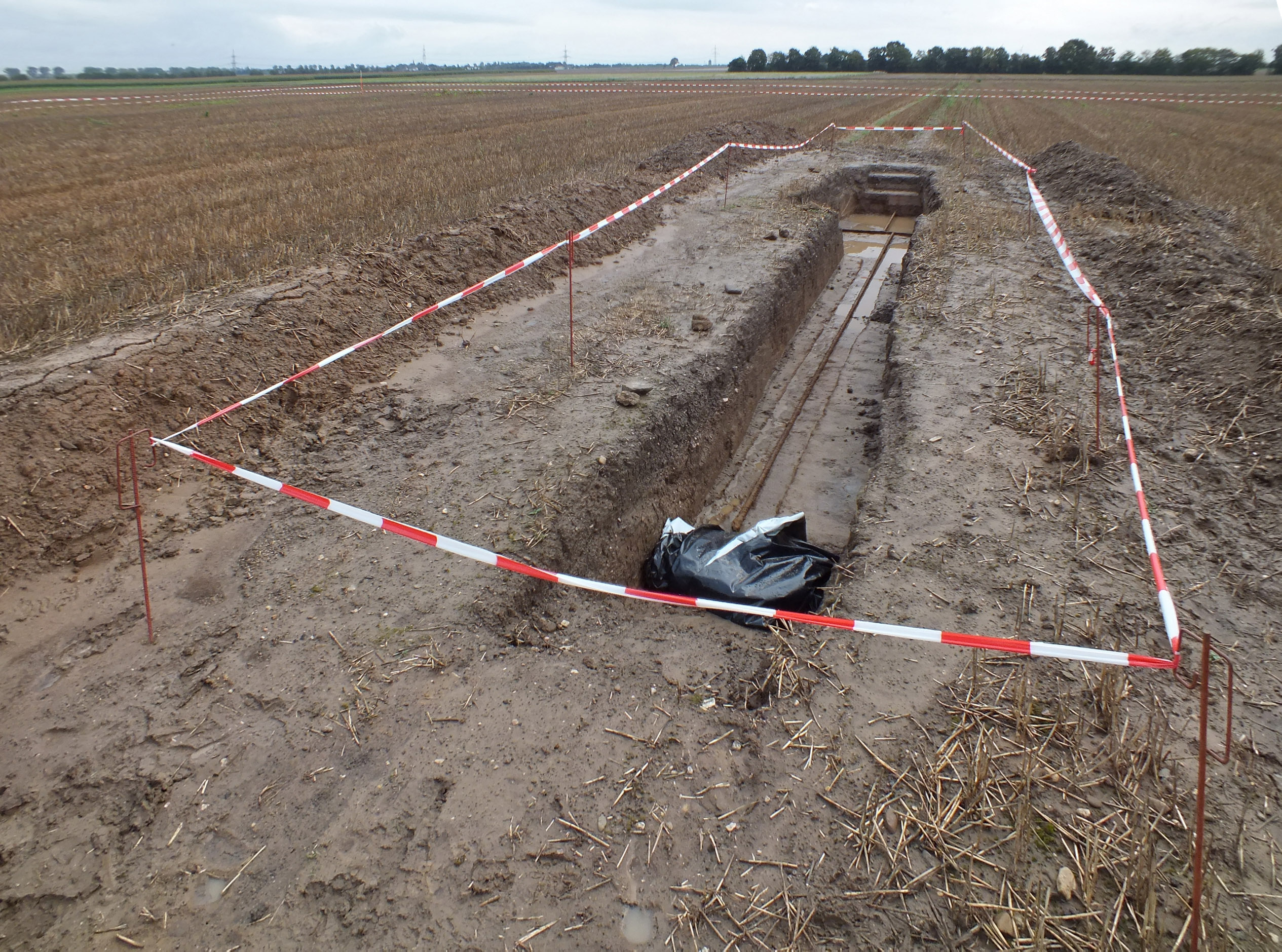
Wasser- oder Gasversorgung
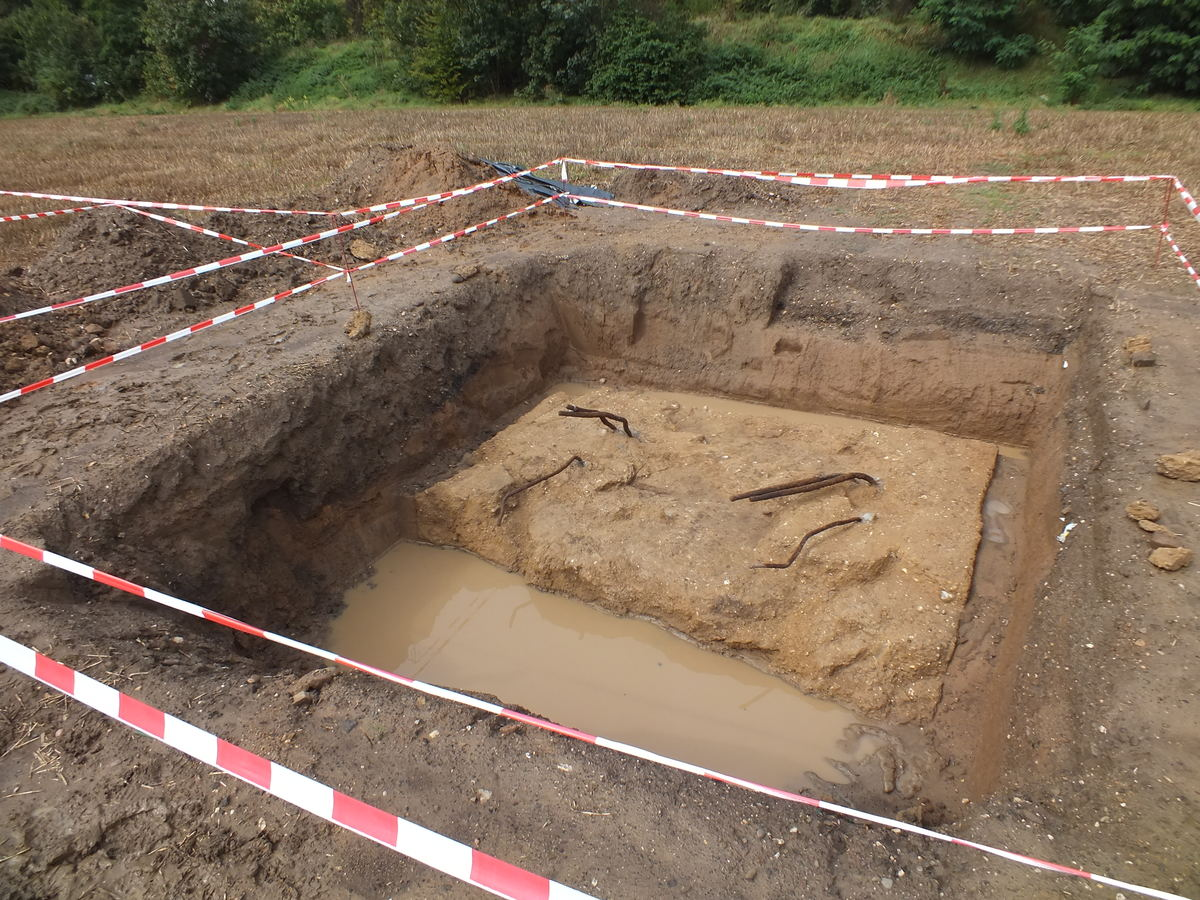
Hallenfundament
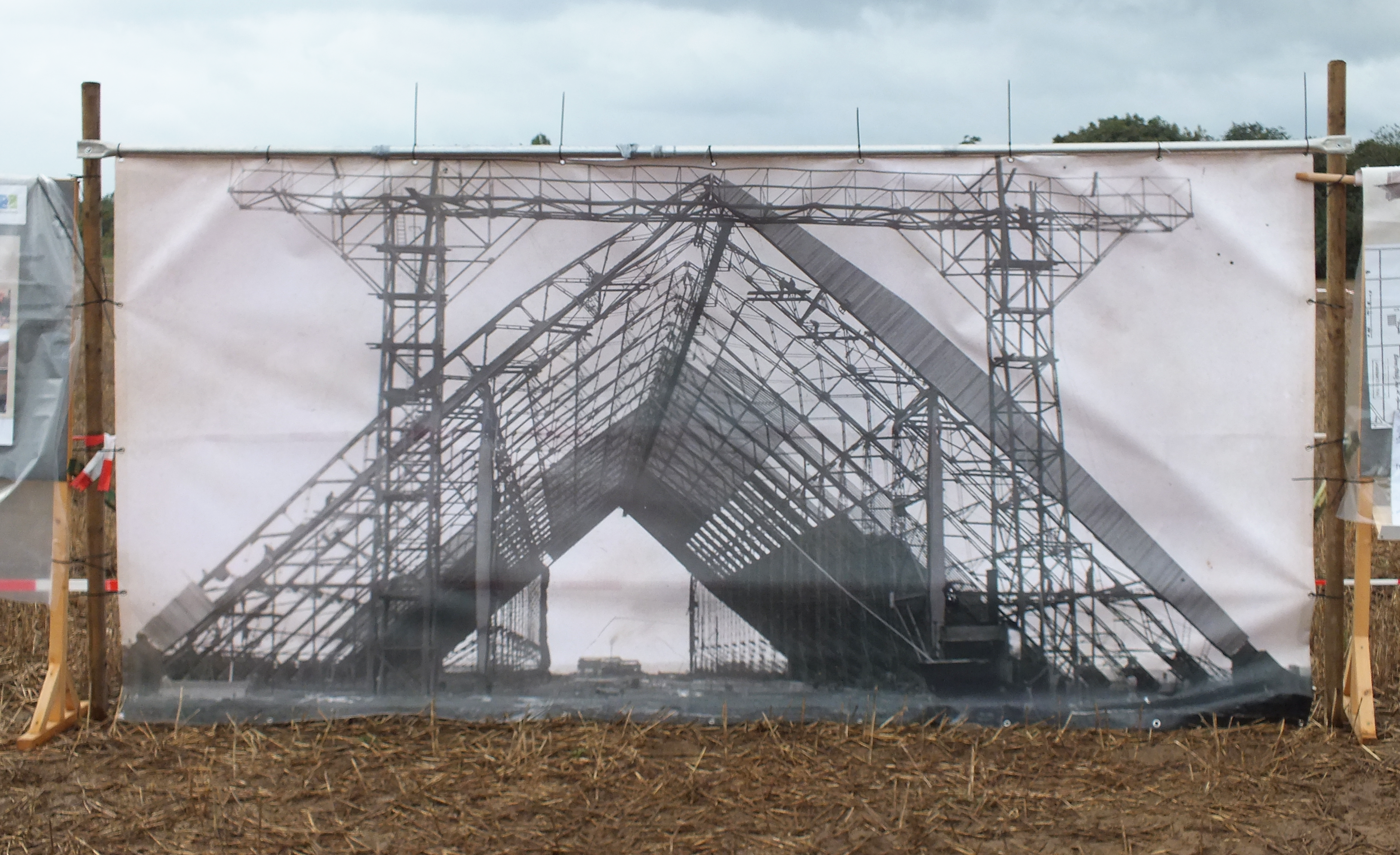
Luftschiffhalle im Bau (LVR-Präsentation)